# Bathyphellia
Bathyphellia är ett släkte av koralldjur. Bathyphellia ingår i familjen Bathyphellidae.
Kladogram enligt Catalogue of Life:
| Bathyphellia | \| \| Bathyphellia australis \| \| \| \| \| \| Bathyphellia margaritacea \| \| \| \| |
|              | \| \| Bathyphellia australis \| \| \| \| \| \| Bathyphellia margaritacea \| \| \| \| |
|              | Acontiactis                                                                          |
|              |                                                                                      |
|              | Acraspedanthus                                                                       |
|              |                                                                                      |
|              | Daontesia                                                                            |
|              |                                                                                      |
|              | Phelliogeton                                                                         |
|              |                                                                                      |
|              | Bathyphellia australis                                                               |
|              |                                                                                      |
|              | Bathyphellia margaritacea                                                            |
|              |                                                                                      |

|  | Bathyphellia australis    |
|  |                           |
|  | Bathyphellia margaritacea |
|  |                           |